# 피지 U-23 축구 국가대표팀
피지 U-23 축구 국가대표팀(영어: Fiji national football team)은 피지를 대표하는 U-23 축구 국가대표팀으로 피지 축구 협회에서 관리한다. 오세아니아 축구 약체팀이지만 대륙 내에서의 대회에서만큼은 괜찮은 성과들을 거두는 팀이며 현재 포스트 피지 스타디움을 홈 구장으로 사용하고 있다.

## 국제 대회 경력

### 퍼시픽 게임
성인대표팀 시절에는 11번의 대회에 출전하여 금메달 2개, 은메달 4개, 동메달 1개를 수확했고 U-23 대표팀으로는 2번의 대회에 참가하여 2019년 대회에서 동메달을 획득했다.

### 하계 올림픽
2016년 하계 올림픽 오세아니아 지역 예선에서 우승을 차지하면서 사상 첫 올림픽 본선 무대를 밟았으나 이 대회 본선에서 전 대회 동메달이자 사상 첫 올림픽 축구 메달에 빛나는 대한민국, 1988년 대회 이후 28년만에 하계 올림픽 본선에 오른 독일 그리고 디펜딩 챔피언 멕시코를 상대로 단 1승도 거두지 못한 채 3전 전패·C조 최하위로 조별리그에서 탈락했고 최종 순위에서도 16팀 가운데 꼴찌에 머물렀다.

## 하계 올림픽
| 올림픽 축구 기록 | 올림픽 축구 기록 | 올림픽 축구 기록 | 올림픽 축구 기록 | 올림픽 축구 기록 | 올림픽 축구 기록 | 올림픽 축구 기록 | 올림픽 축구 기록 | 올림픽 축구 기록 | 올림픽 축구 기록 |
| 년도             | 결과             | 순위             | 경기             | 승               | 무               | 패               | 득점             | 실점             | 승점             |
| ---------------- | ---------------- | ---------------- | ---------------- | ---------------- | ---------------- | ---------------- | ---------------- | ---------------- | ---------------- |
| 1992년           | 예선 탈락        | 예선 탈락        | 예선 탈락        | 예선 탈락        | 예선 탈락        | 예선 탈락        | 예선 탈락        | 예선 탈락        | 예선 탈락        |
| 1996년           | 예선 탈락        | 예선 탈락        | 예선 탈락        | 예선 탈락        | 예선 탈락        | 예선 탈락        | 예선 탈락        | 예선 탈락        | 예선 탈락        |
| 2000년           | 예선 탈락        | 예선 탈락        | 예선 탈락        | 예선 탈락        | 예선 탈락        | 예선 탈락        | 예선 탈락        | 예선 탈락        | 예선 탈락        |
| 2004년           | 예선 탈락        | 예선 탈락        | 예선 탈락        | 예선 탈락        | 예선 탈락        | 예선 탈락        | 예선 탈락        | 예선 탈락        | 예선 탈락        |
| 2008년           | 예선 탈락        | 예선 탈락        | 예선 탈락        | 예선 탈락        | 예선 탈락        | 예선 탈락        | 예선 탈락        | 예선 탈락        | 예선 탈락        |
| 2012년           | 예선 탈락        | 예선 탈락        | 예선 탈락        | 예선 탈락        | 예선 탈락        | 예선 탈락        | 예선 탈락        | 예선 탈락        | 예선 탈락        |
| 2016년           | 조별리그         | 16위             | 3                | 0                | 0                | 3                | 1                | 23               | 0                |
| 2020년           | 예선 탈락        | 예선 탈락        | 예선 탈락        | 예선 탈락        | 예선 탈락        | 예선 탈락        | 예선 탈락        | 예선 탈락        | 예선 탈락        |
| 2024년           | 예선 탈락        | 예선 탈락        | 예선 탈락        | 예선 탈락        | 예선 탈락        | 예선 탈락        | 예선 탈락        | 예선 탈락        | 예선 탈락        |
| 합계             | 1회 진출(1/12)   | 조별리그(1회)    | 3                | 0                | 0                | 3                | 1                | 23               | 0                |